# Trinidad-Stacheltaschenmaus
Die Trinidad-Stacheltaschenmaus (Heteromys anomalus) ist eine Art der Stacheltaschenmäuse. Sie kommt in mehreren Unterarten im nördlichen Südamerika in Teilen von Kolumbien und Venezuela sowie auf der Insel Trinidad vor.

## Merkmale
Die Trinidad-Stacheltaschenmaus erreicht eine Kopf-Rumpf-Länge von durchschnittlich 13,4 Zentimetern bei den Männchen und 12,9 Zentimetern bei den Weibchen. Der Schwanz wird etwa 15,6 bzw. 15,0 Zentimeter lang. Die Ohrlänge beträgt durchschnittlich 19 Millimeter und die Hinterfußlänge 34 Millimeter. Es handelt sich um eine mittelgroße Art innerhalb der Gattung und die Männchen sind in der Regel etwas größer als die Weibchen. Das Fell der ausgewachsenen Tiere ist rau und beinhaltet einzelne versteifte, stachelähnliche Haare auf dem Rücken und an den Körperseiten. Das Rückenfell ist grau bis graubraun oder blassbraun gefärbt und mit dunkleren Stacheln sowie einzelnen ockerfarbenen Haaren durchsetzt. Die Bauchseite ist weiß und wird nicht von einem hellen Seitenband zum Rücken abgegrenzt. Auf den Vorderbeinen befindet sich ein dunkler, abgegrenzter Fleck.
Die Ohren sind vergleichsweise groß und abgerundet. Die vorderen Bereiche der Sohlen der Hinterfüße sind unbehaart. Der leicht behaarte Schwanz ist relativ lang und an der Oberseite deutlich dunkler als an der Unterseite. Der Karyotyp besteht aus 2n = 60 Chromosomen (FN=68).
Von den meisten anderen südamerikanischen Arten der Gattung unterscheidet sich die Trinidad-Stacheltaschenmaus durch die relativ großen Ohren und das blasse, graue und stark gesprenkelte Rückenfell, während die anderen Arten in der Regel dunkler, brauner und weniger stark gesprenkelt sind. Die Gaumer-Stacheltaschenmaus (Heteromys gaumeri) und die Paraguaná-Stacheltaschenmaus (Heteromys oasicus) sind kleiner, zudem hat die Gaumer-Stacheltaschenmaus behaarte Fußsohlen und die Paraguaná-Stacheltaschenmaus ist blasser gefärbt und ihr fehlen die dunklen Einfärbungen der Vorderbeine, die für die Trinidad-Stacheltaschenmaus typisch sind.

## Verbreitung
Die Trinidad-Stacheltaschenmaus kommt in mehreren Unterarten im nördlichen Südamerika in Teilen von Kolumbien und Venezuela sowie auf den Inseln Isla Margarita und Trinidad vor. Die Höhenverbreitung reicht bis in Höhen von etwa 1600 Metern.

## Lebensweise
Die Trinidad-Stacheltaschenmaus lebt vor allem in verschiedenen Waldformationen der südamerikanischen Karibikküste sowie in trockeneren Bereichen des Tals des Río Magdalena in Kolumbien bis in Höhen von 1600 Metern. Am Macizco de Boconó in den Cordillera de Mérida wurde die Art sogar in einer Höhe von 2430 Metern nachgewiesen, gemeinsam mit zahlreichen weiteren Arten, die hier in für sie atypischen Höhen leben. Die Tiere leben in feuchten bis trockenen Habitaten und können in Galeriewäldern tropischer Savannen, Gebüschland, Restwäldern und auch in Sekundärwaldbeständen und Gebüschen innerhalb landwirtschaftlich genutzter Flächen vorkommen, wobei sie die Felder selbst meiden.
Die Tiere sind nachtaktiv und leben am Boden, können jedoch auch in Gebüsche klettern. Sie graben Baue mit mehreren Eingängen im Boden und ernähren sich vor allem von Samen, Früchten, grüner Vegetation und Insekten. Wie andere Arten der Gattung transportieren sie die gesammelte Nahrung in ihren Backentaschen und bringen sie in ihren Bau. Sie sind wenig territorial und akzeptieren andere Individuen in ihrem Umfeld, die Bestandsdichte beträgt durchschnittlich 2,2 Individuen pro Hektar. Die Fortpflanzungszeit der Tiere beginnt mit dem Beginn der Regenzeit. Die Jungtiere werden nach etwa 50 Tagen selbstständig und verlassen das Nest der Mutter, um eigene Baue anzulegen.

## Systematik

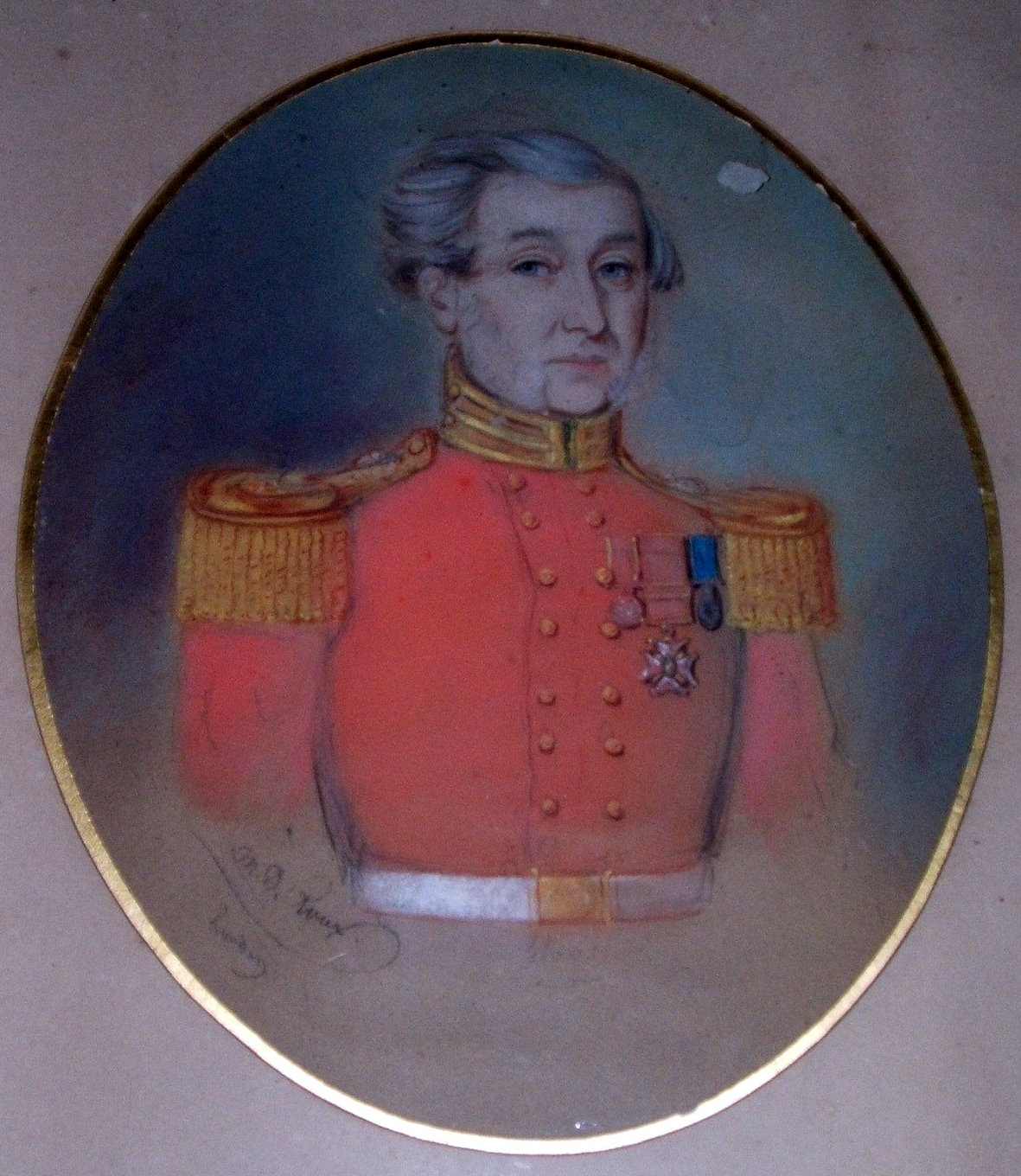
Die Erstbeschreibung erfolgte durch den Militärarzt und Naturwissenschaftler John Vaughan Thompson im Jahr 1815.

Die Trinidad-Stacheltaschenmaus wird als eigenständige Art innerhalb der Gattung der Stacheltaschenmäuse (Heteromys) eingeordnet, die aus 16 Arten besteht. Die wissenschaftliche Erstbeschreibung stammt von dem britischen Naturforscher John Vaughan Thompson aus dem Jahr 1815, der die Art anhand von Individuen von der Insel Trinidad als Mus anomalus als Art der Mäuse einführte. Thompson war Mediziner und Soldat, wissenschaftlich wurde er vor allem als Pionier der Cancerologe und früher Planktonologe bekannt. Die Trinidad-Stacheltaschenmaus beschrieb er als erste bekannte Art der Stacheltaschenmäuse nach einem sechs Jahre dauernden Aufenthalt auf Trinidad. Der französische Zoologe Anselme Gaëtan Desmarest ordnete die Art 1817 erst in die Gattung der Hamster, Cricetus, ein und beschrieb danach die Gattung Heteromys im gleichen Jahr auf der Basis von Mus anomalus, jetzt Heteromys anomalus.
Gemeinsam mit der Aragua-Stacheltaschenmaus (Heteromys catopterius), der Paraguaná-Stacheltaschenmaus (Heteromys oasicus), der Südlichen Stacheltaschenmaus (Heteromys australis) und der Ecuador-Stacheltaschenmaus (Heteromys teleus) bildet sie einen als anomalus-Komplex bezeichneten Artenkomplex, der alle in Südamerika vorkommenden Heteromys-Arten mit Ausnahme der Desmarest-Stacheltaschenmaus (Heteromys desmarestianus) angehören.
Innerhalb der Art werden gemeinsam mit der Nominatform vier Unterarten unterschieden:
- Heteromys anomalus anomalus Thompson, 1815: Nominatform; Die Unterart kommt im Norden un Osten von Venezuela einschließlich der  Isla Margarita sowie auf der Insel Trinidad vor.
- Heteromys anomalus brachialis Osgood, 1912: Diese Form kommt im Nordwesten von Venezuela östlich des Maracaibo-Sees vor. Wahrscheinlich gehören auch Tiere einer Population in der Serraniá de Perijá in der kolumbianisch-venezoelanischen Grenzregion zu dieser Unterart.
- Heteromys anomalus hershkovitzi Hernández-Camack, 1968: Diese Form lebt westlich-zentralen Kolumbien im Tal des Río Magdalena und den angrenzenden Höhenzügen der Anden.
- Heteromys anomalus jesupi J.A. Allen, 1939: Diese Form lebt nördlichen Kolumbien in der Sierra Nevada de Santa Marta bis in Höhen von 610 Metern.

## Status, Bedrohung und Schutz
Die Trinidad-Stacheltaschenmaus wird von der International Union for Conservation of Nature and Natural Resources (IUCN) als „nicht gefährdet“ (least concern) eingeordnet. Die Lebensräume in den Waldgebieten sind teilweise abnehmend, die Art ist jedoch relativ anpassungsfähig und potenzielle bestandsgefährdende Bedrohungen sind nicht bekannt.

## Belege
1. 1 2 3 4 5 6 7 8 9 10 11 12 13 14  Trinidad Spiny Pocket Mouse. In: David J. Hafner: Subfamily Heteromyoninae, Genus Heteromys. In: Don E. Wilson, T.E. Lacher, Jr., Russell A. Mittermeier (Hrsg.): Handbook of the Mammals of the World: Lagomorphs and Rodents 1. (HMW, Band 6) Lynx Edicions, Barcelona 2016, S. 197–198, ISBN 978-84-941892-3-4.
2. 1 2 3  Heteromys australis in der Roten Liste gefährdeter Arten der IUCN 2018. Eingestellt von: R.P. Anderson, D. Tirira, R. Samudio, 2016. Abgerufen am 10. Januar 2019.
3. 1 2 3   Heteromys (Heteromys) anomalus. In: Don E. Wilson, DeeAnn M. Reeder (Hrsg.): Mammal Species of the World. A taxonomic and geographic Reference. 2 Bände. 3. Auflage. Johns Hopkins University Press, Baltimore MD 2005, ISBN 0-8018-8221-4.
4. ↑  John Vaughan Thompson: Description of a new species of the genus Mus, belonging to the section of pouched rats. Transactions of the Linnean Society of London  11(1), 1815; S. 161–163. (Digitalisat)
5. ↑  David M. Damkaer: John Vaughan Thompson (1779–1847), Pioneer Planktonologist: A Life Renewed. Journal of Crustacean Biology 36 (2), 1. März 2016; S. 256–262. doi:10.1163/1937240X-00002409
6. 1 2  R. P. Anderson: Caribbean Spiny Pocket Mouse. In: J. L. Patton, U. F. J. Pardiñas, G. D’Elía (Hrsg.): Mammals of South America, Volume 2: Rodents. University of Chicago Press, 2015; S. 53–54. (Volltext)